# Erik Estrada
Pour les articles homonymes, voir Estrada.
Erik Estrada est un acteur et producteur américain d'ascendance portoricaine né le 16 mars 1949 à New York. De 1977 à 1983, il tient le rôle de Francis Llewelyn "Frank" Poncherello, l'un des deux personnages principaux de la série télévisée CHiPs.
Le 2 juillet 2016, celui qui fut un symbole de la police à moto à la télévision de la fin des années 1970 se glisse dans un uniforme bien réel : il intègre, à l'âge de 67 ans, le département de police de la ville de Saint Anthony (Idaho, États-Unis).

## Filmographie

### comme acteur
- 1970 :  La Croix et le Poignard, (The Cross and the Switchblade) de Don Murray : Nicky Cruz
- 1971 : Chrome and Hot Leather (en) de Lee Frost (en)
- 1972 : The Ballad of Billie Blue de Ken Osborne : Justin
- 1972 : Parades de Robert J. Siegel : Chicano
- 1972 : Les flics ne dorment pas la nuit (The New Centurions) de Richard Fleischer : Sergio
- 1974 : 747 en péril (Airport 1975) de Jack Smight : Julio
- 1975 : L'Homme qui valait trois milliards (The Six Million Dollar Man) (série TV), saison 3, épisode 6, The Deadly Test : Prince Sakari
- 1976 : The Quest: The Longest Drive (TV) : Santos
- 1976 : The Demon and the Mummy : Pepe Torres
- 1976 : Trackdown de Richard T. Heffron: Chucho
- 1976 : La Bataille de Midway (Midway) de Jack Smight : Pilote Ramos
- 1977 : Horizons en flammes (Fire!) (TV) : Frank
- 1977 - 1983 : CHiPs (TV) : Ponch
- 1980 : The Line de Robert J. Siegel : Chico
- 1981 : Women Who Rate a 10 (TV) : Présentateur
- 1982 : Honeyboy (TV) : Rico 'Honeyboy' Ramirez
- 1983 : Un solo corazón (série TV) : Luis
- 1983 : Where Is Parsi? (Where Is Parsifal?) de Henri Helman : Henry Board II
- 1983 : Grandpa, Will You Run with Me? (TV)
- 1985 : Colpi di luce de Enzo G. Castellari : Inspector Ronn
- 1985 : Il pentito de Pasquale Squitieri : Lercara
- 1987 : Rosa ("Rosa salvaje") (série TV) : Teniente Rocha
- 1987 : Hour of the Assassin de Luis Llosa : Martin Fierro
- 1988 : Andy Colby's Incredible Adventure
- 1988 : Les Douze Salopards : Mission fatale (The Dirty Dozen: The Fatal Mission) (TV) : Carmine D'Agostino
- 1989 : Caged Fury de Bill Milling : Victor
- 1989 : Alien Seed de Bob James : Dr. Stone
- 1989 : She Knows Too Much (TV) : Jimmy Alvarez
- 1990 : Guns de Andy Sidaris : Juan Degas / Jack of Diamonds
- 1990 : The Lost Idol de  Chalong Pakdeevijit
- 1990 : État de force (A Show of Force) de Bruno Barreto : Machado
- 1990 : Twisted Justice de David Heavener : Commander Gage
- 1990 : Night of the Wilding : Joseph
- 1991 : The Last Riders de Joseph Merhi : Johnny
- 1991 : Do or Die de Andy Sidaris : Richard Estaban
- 1991 : Extralarge: Cannonball (TV) : Gonzales
- 1991 : The Image Workshop (série TV) : Présentateur
- 1991 : Earth Angel (TV) : Duke
- 1991 : Spirits de Fred Olen Ray : Père Anthony Vicci
- 1991 : Noleul bola america : Le père de Billy
- 1992 : The Naked Truth (en) : Gonzales
- 1992 : The Sounds of Silence : Lester Maldonado
- 1992 : The Divine Enforcer : Monsignor
- 1993 : Tuesday Never Comes : Mecelli
- 1993 : Angel Eyes de Luis Mandoki : Johnny Ventura
- 1993 : Extralarge: Gonzales' Revenge (TV) : Gonzales
- 1993 : Alarme fatale de Gene Quintano : Ponch
- 1993 : Dos mujeres, un camino (série TV) : Juan Daniel Villegas 'Johnny'
- 1994 : Juana la Cubana
- 1994 : American Adventure (série TV) : Présentateur
- 1994 : Une nounou d'enfer (The Nanny) (série TV), épisode 15, saison 2, Kindervelt Days : Lui-même
- 1995 : La Partie décisive (The Final Goal) : Rameriez
- 1995 : The Misery Brothers : Erik Estrada
- 1996 : Panique en plein ciel (en) (Panic in the Skies!) (TV) : Ethan Walker
- 1997 : Noi siamo angeli (feuilleton TV) : Graciano
- 1998 : Visions de David L. Stanton : Detctive Francisco Moreno
- 1998 : The Modern Adventures of Tom Sawyer : Joe
- 1998 : Shattered Dreams de Sean Donahue : Fredrick
- 1998 : Lost in Hollywood (vidéo)
- 1998 : CHiPs '99 (TV) : Officer Frank 'Ponch' Poncherello
- 1999 : King Cobra : Bernie Alvarez
- 1999 : Walker, Texas Ranger (série TV), saison 8, épisode 6, The Lynn Sisters : Brock
- 2000 : Oliver Twisted : Dr. Castaneda
- 2001 : UP, Michigan! : Edward Manchester
- 2001 : Destroying America (vidéo)
- 2003 : Scrubs (TV) : Lui-même
- 2004 : Maya & Miguel (série TV) : Senor Felipe (voix)
- 2004 : Border Blues : Morales / Mexican Cop
- 2005 : Taylor Made (TV) : William Santos
- 2009 : Earl (TV) : Lui-même
- 2009 : Life (TV) : Lui-même
- 2009 :  Big Time Rush :Officier Garcia
- 2010 :  Spring Break '83 : Lui-même
- 2013 :  Chupacabra vs Alamo : Carlos
- 2017 : CHiPs de Dax Shepard : Médecin dans l'ambulance
- 2017 :  Malibu Dan the Family Man (série TV) : Roman Lockwood
- 2024 :  Fallout (série TV) saison 1, épisode 7 : Adam

### comme producteur
- 1989 : Caged Fury
- 1989 : Alien Seed
- 1998 : CHiPs '99 (TV)